# Hyrum Smith
Hyrum Smith (ur. 9 lutego 1800 w Tunbridge, zm. 27 czerwca 1844 w Carthage) – amerykański duchowny mormoński.
Był synem Josepha Smitha Seniora i starszym bratem Josepha Smitha Juniora. Ochrzczony w 1829, pełnił kilka kierowniczych funkcji w strukturach nowego Kościoła (19 stycznia 1841 objął stanowisko patriarchy).
Po wydaniu przez Williama Lawa, byłego członka Kościoła, 7 czerwca 1844 roku lokalnej gazety „Nauvoo Expositor”, w której podważano nauki Kościoła, pozycję Josepha Smitha i innych przywódców Kościoła, wraz z bratem i innymi mormońskimi członkami rady miasta postanowił zburzyć drukarnię wydającą gazetę. Po zniszczeniu drukarni władze stanu Illinois wniosły oskarżenie przeciwko jego bratu i przeciw niemu przed sądem w stolicy hrabstwa, w Carthage w stanie Illinois. Obawiając się postawienia przed sądem, bracia Joseph i Hyrum uciekli na zachód, lecz za namową społeczności Nauvoo obawiających się o zniszczenie swojego miasta, postanowili wrócić i stawić się przed sądem oraz dobrowolnie udali się do aresztu.
27 czerwca w areszcie w Carthage w wyniku naporu grupy przeciwników i byłych członków Kościoła sprzeciwiających się wielożeństwu i innym doktrynom mormonów doszło do strzelaniny, na skutek której najpierw zginął Hyrum, a później także jego brat Joseph Smith.